# Huhegeri
Huhegeri (kinesiska: 呼和格日, 呼和格日苏木) är en socken i Kina. Den ligger i den autonoma regionen Inre Mongoliet, i den norra delen av landet, omkring 800 kilometer nordost om regionhuvudstaden Hohhot.
Genomsnittlig årsnederbörd är 513 millimeter. Den regnigaste månaden är juli, med i genomsnitt 128 mm nederbörd, och den torraste är januari, med 3 mm nederbörd.